# Gustavo Zapata
Gustavo Zapata (Saladillo partido, 1967. október 15. –) argentin válogatott labdarúgó.
Az argentin válogatott tagjaként részt vett az 1991-es, az 1993-as és az 1997-es Copa Americán.

## Statisztika
| Argentin válogatott | Argentin válogatott | Argentin válogatott |
| Időszak             | Mérk.               | gól                 |
| ------------------- | ------------------- | ------------------- |
| 1991                | 4                   | 0                   |
| 1992                | 0                   | 0                   |
| 1993                | 14                  | 0                   |
| 1994                | 0                   | 0                   |
| 1995                | 0                   | 0                   |
| 1996                | 0                   | 0                   |
| 1997                | 7                   | 0                   |
| 1998                | 2                   | 0                   |
| Összesen            | 27                  | 0                   |